# Pristomerus hawaiiensis
Pristomerus hawaiiensis là một loài tò vò trong họ Ichneumonidae.